# اريك ليو
اريك ليو (بالإنجليزية: Eric Liu)‏ هو صحفي أمريكي، ولد في 1968 في بكبسي في الولايات المتحدة.